# Koninkrijk Asturië
Het koninkrijk Asturië (Latijn: Regnum Asturorum) was een koninkrijk op het Iberisch Schiereiland dat gesticht werd in 718 door Visigotische edelen onder leiding van Don Pelayo. Het was de eerste christelijke politieke entiteit die gesticht werd na de val van het Visigotische Rijk na de islamitische verovering van Hispania. In 722 versloeg Don Pelayo de Omajjaden bij de Slag bij Covadonga, die het prille begin inluidde van de Reconquista. Het koninkrijk bleef bestaan tot 924, toen Fruela II koning werd van León.

## Oprichting
Het koninkrijk werd gesticht door een edelman, Pelayo, die naar zijn land terugkeerde na de Slag bij Guadalete. Hij werd tot leider der Astures gekozen en stichtte het koninkrijk Asturië. Dit koninkrijk was in het begin echter niet meer dan een banier voor de bestaande guerrilla's.
Bij de verovering van het Iberisch Schiereiland in 711 hadden de Omajjadische Arabieren vooral de zuidelijke vallei van de Guadalquivir ingenomen en lieten de noordelijke grenzen van hun rijk door Berbers bewaken.
Onder zijn leiding nam het aantal aanvallen op de Berbers sterk toe. In 722 (over dit jaar bestaat onzekerheid, 718 en 724 worden ook genoemd) stuurde de emir een legermacht onder leiding van Munuza om een einde te maken aan de rebellie en een Moors regime te stichten in het gebied. Het leger werd echter verslagen in de Slag bij Covadonga. Door christelijke teksten werd deze slag beschreven als een epische strijd, door moslims meer als een schermutseling. Na dit eerste gevecht groeide de macht van de Asturiërs. Toen de Moren uit de oostelijke valleien van Asturië waren verdreven, viel Pelayo León aan, de hoofdstad van het noordwesten van het Iberische schiereiland. Ook beveiligde hij de bergpassen, om zo verdere Moorse aanvallen te voorkomen.
Pelayo bleef de Berbers aanvallen die zich ten noorden van het Cantabrisch gebergte bevonden, totdat deze zich terugtrokken. Vervolgens sloot hij een huwelijk tussen zijn zoon Favila van Asturië en de dochter van hertog Peter van Cantabrië, een afstammeling van het vroegere Asturische vorstenhuis. Hij stichtte zo een vorstenhuis in Asturië dat eeuwenlang behouden bleef. Het koninkrijk stond aan de wieg van de Reconquista van het Iberisch schiereiland, dat wil zeggen, de herovering van het schiereiland op de Moren. Stukje bij beetje werden de grenzen van het koninkrijk naar het zuiden verlegd, totdat vooral na de Grote Berberopstand (739 tot 743) het hele noordwesten van Iberië tot het rijk behoorde, zo rond 775. Onder de heerschappij van Alfons II van 791 tot 842 werd het nog verder naar het zuiden uitgebreid, tot het bijna tot aan Lissabon in Portugal kwam.

## Erkenning

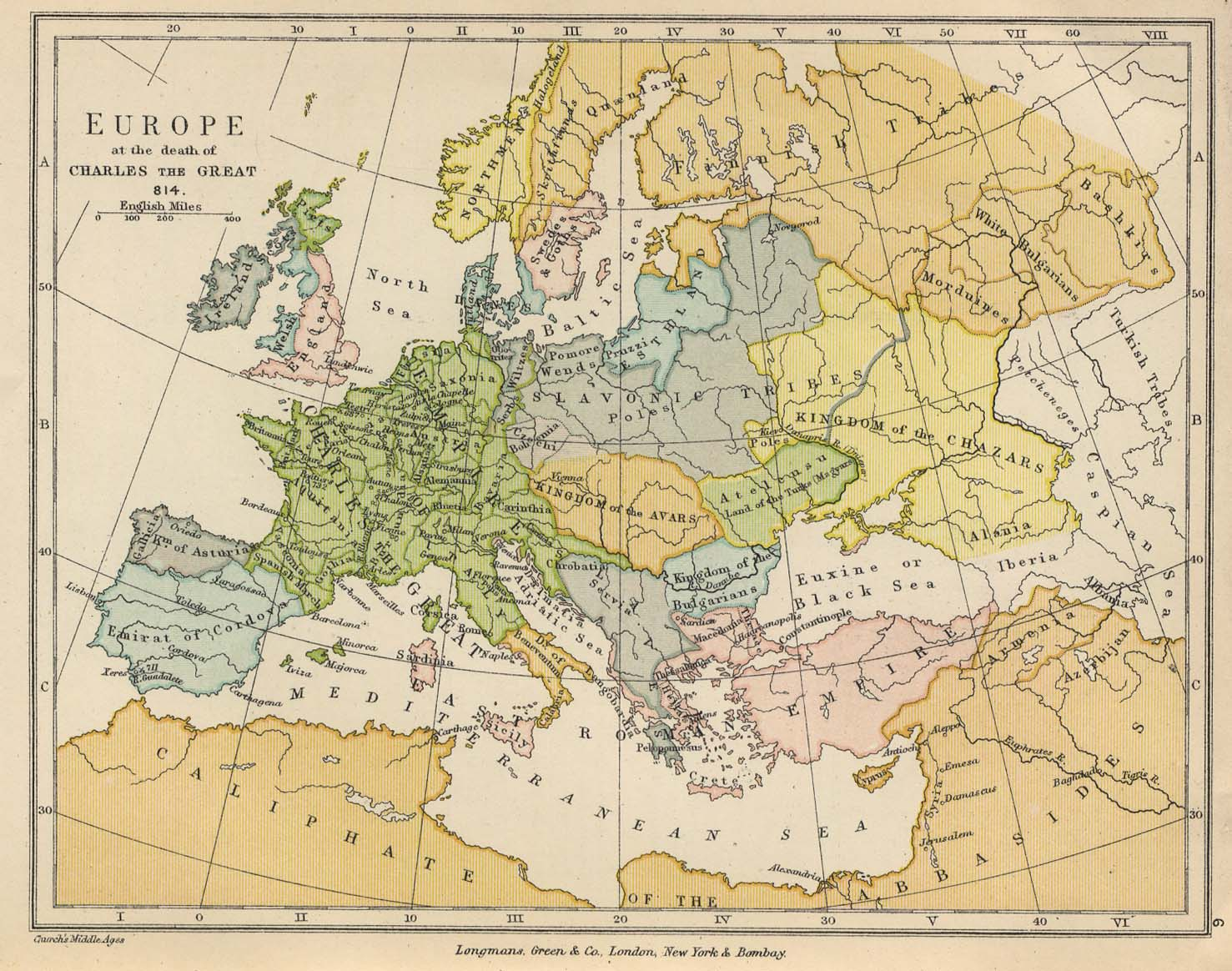
Koninkrijk van Asturië in 814

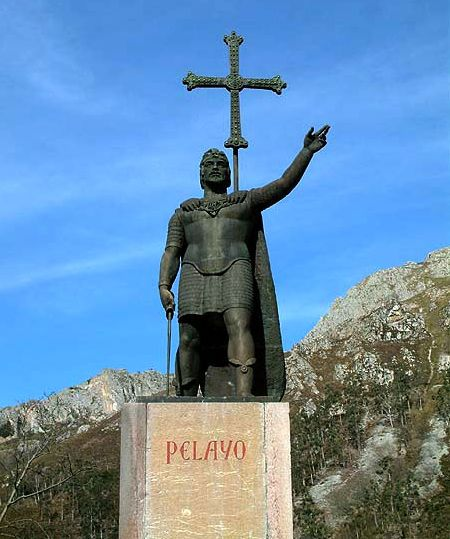
Monument ter ere van Pelayo in Covadonga

Pas onder heerschappij van Alfonso II (791-842) werd het koninkrijk erkend door Karel de Grote en de paus. Hij veroverde Galicië en Baskenland. Tijdens zijn heerschappij werden de heilige laarzen van Jakobus de Meerdere gevonden in Santiago de Compostella (van het Latijnse campus stellae, lett. "het veld van de ster"), dat zo uitgroeide tot een van de belangrijkste bedevaartsoorden van Europa. Pelgrims uit heel Europa zorgden voor de communicatie tussen het geïsoleerde Asturië en de Karolingische landen.
De eerste hoofdstad van het koninkrijk Asturië was Cangas de Onís. In de tijd van Silo van Asturië werd deze verhuisd naar Pravia. Alfonso II koos Oviedo als de definitieve hoofdstad van het koninkrijk. Tot 924 stond het bekend als Asturië, waarna het werd hernoemd naar koninkrijk León. Het bleef onder deze naam bestaan, totdat het bij het koninkrijk Castilië werd gevoegd in 1230.

## Erfenis
In de begintijd was het koninkrijk Asturië een reactie van de Asturiërs en Cantabriërs op een buitenlandse invasie. Deze volkeren hadden veel gevochten tegen de Romeinen en een romanisatie weerstaan , hoewel sommige onderdelen – zoals de Keltische talen van Spanje – ten onder gingen. Toch werden veel pre-Romeinse delen, zoals het matrilineale nalatenschap en een vorm van sociale gelijkheid. Deze werd echter tenietgedaan bij de komst van de Visigoten, die het leenstelsel introduceerden.
Dit koninkrijk is de geboorteplaats van een invloedrijke Europese architectuurstroming; de Asturische preromaanse architectuur, die werd gevormd tijdens de heerschappij van Ramiro I.
Het kleine koninkrijk was een mijlpaal in de strijd tegen de adoptianistische ketterij, waarin Beatus van Liébana een grote rol speelde. In de tijd van Alfons II werd het heiligdom van Santiago "opgericht". De bedevaartsroute naar Santiago, Camino de Santiago genaamd, was een grote verkeersader binnen Europa, en grote aantallen pelgrims (met portemonnee op zak) trokken door Asturië op weg naar Santiago.